# Maruyama (Familienname)
Maruyama (japanisch 丸山, 円山 oder 圓山) ist ein japanischer Familienname.

## Herkunft und Bedeutung
Maruyama ist ein Wohnstättenname, der auf die Bedeutung der Kanji 丸 ‚rund, Vollkommenheit‘ oder 円 bzw. 圓 ‚Kreis, rund‘ und 山 ‚Berg‘ zurückgeht. Er bezeichnete also Personen, die an einem runden Berg wohnten.

## Namensträger
- Maruyama Banka (1867–1942), japanischer Maler
- Chie Maruyama (* 1987), japanische Skilangläuferin
- Maruyama Gondazaemon (1713–1749), japanischer Sumōringer
- Hiroyuki Maruyama (* 1976), japanischer Skeletonpilot, siehe Hiroyuki Bamba
- Hitonari Maruyama (* 1942), japanischer Skirennläufer
- Hodaka Maruyama (* 1984), japanischer Politiker
- Ichio Maruyama (* 1963), japanischer Eisschnellläufer
- Joshiro Maruyama (* 1993), japanischer Judoka
- Juichi Maruyama (* 1945), japanischer Skirennläufer
- Jun Maruyama (* 1995), japanische Skispringerin
- Maruyama Kaoru (1899–1974), japanischer Schriftsteller
- Karen Maruyama (* 1958), japanisch-US-amerikanische Schauspielerin
- Karina Maruyama (* 1983), japanische Fußballspielerin
- Kazuya Maruyama (* 1946), japanischer Politiker
- Kenji Maruyama (Autor) (* 1943), japanischer Schriftsteller
- Kenji Maruyama (Judoka) (* 1965), japanischer Judoka
- Koretoshi Maruyama (* 1936), japanischer Aikidōlehrer
- Maruyama Masao (Generalleutnant) (1889–1957), japanischer Generalleutnant
- Maruyama Masao (Historiker) (1914–1996), japanischer Politikwissenschaftler und Historiker
- Masao Maruyama (Filmproduzent) (* 1941), japanischer Filmproduzent
- Naoko Maruyama, japanische Linguistin
- Nozomi Maruyama (* 1998), japanische Skispringerin
- Maruyama Ōkyo (1733–1795), japanischer Maler
- Paul Maruyama (* 1941), japanisch-US-amerikanischer Judoka
- Sayuri Maruyama (* 1975), japanische Kanutin
- Shigeki Maruyama (* 1969), japanischer Golfspieler
- Shigemori Maruyama (* 1967), japanischer Schwimmer
- Shigeo Maruyama (* 1951), japanischer Jazzmusiker
- Shiro Maruyama (* 1948), japanischer Fechter
- Sota Maruyama (* 1999), japanischer Fußballspieler
- Tadayuki Maruyama (* 1942), japanischer Boxer
- Takashi Maruyama (Volleyballspieler) (* 1953), japanischer Volleyballspieler
- Takashi Maruyama (Musiker), japanischer Musiker, Schlagzeuger von Aunt Sally
- Takeaki Maruyama, eigentlicher Name von Goth-Trad, japanischer Musikproduzent und Komponist
- Tomokazu Maruyama (* 1925), japanischer Sportschütze
- Toshiaki Maruyama (* 1959), japanischer Nordischer Kombinierer
- Yoshiaki Maruyama (* 1974), japanischer Fußballspieler
- Yoshiyuki Maruyama (* 1931), japanischer Fußballschiedsrichter
- Yūichi Maruyama (* 1989), japanischer Fußballspieler
- Yuma Maruyama (* 1998), japanischer Zehnkämpfer
- Yumi Egami-Maruyama (* 1957), japanische Volleyballspielerin